# Sublimering (psykologi)
Sublimering innebär att omvandla (förbjudna) driftsimpulser, såväl sexuella som aggressiva, till något annat beteende, som till exempel att ägna sig åt hjälpverksamhet, träning eller något liknande (Freud, A. 1952).
Mogna försvar är till exempel sublimering, humor och bortträngning medan omogna kan vara projektion, passiv aggression etc. En mellanklass har också föreslagits innehålla neurotiskt försvar såsom intellektualisering, repression och reaktionsbildning.